# 키메

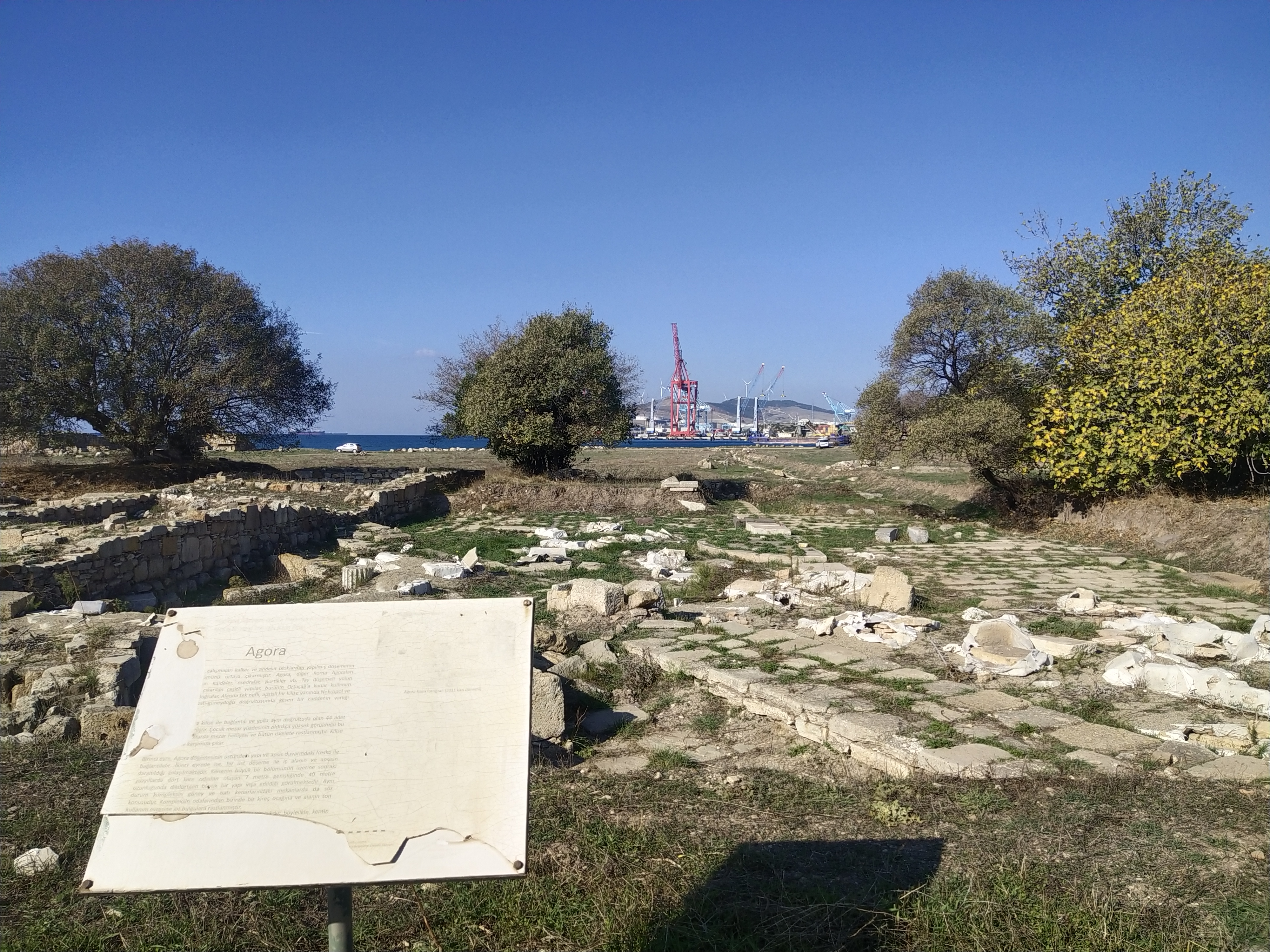

키메, (또는 키미, 프리코니스),는 현재의 튀르키예, 소아시아 해안의 나무르트로 고대 그리스 도시로 리디아 왕국 근처의 아이올리스에 있다. 아이올리아에서 최대의 가장 중요한 해상 교역의 도시였다. 키루스 대왕에게 반란한 리디아 총독 팍티예스가 피난한 곳이었다.
팍티예스는 군대가 그를 추격중이라는 것을 알고 놀라서 키메와 마자레스로 달아났다. 메데는 키루스와 분리하여 사르데이스로 행군하였다. 팍티예스와 그의 지지자를 발견하고 그는 키메에 팍티예스를 항복할 것을 요구하였다. 그리하여 팍티예스는 포기되었다.